# Дунтаньський вугільний басейн
Дунтаньський вугільний басейн — вугільний басейн у Китаї.
Площа 60 кв. км. Міста: Цзоучен, Яньчжоу, Цюйфу. На півночі прилягає до гори Тайшань. На півдні — до озера Вейшаньху.
Запаси вугілля — 440 млн т. Вугілля коксівне, малозольне і малосірчисте.
Щорічний видобуток вугілля у 1996—1997 рр. становив 4-5 млн.т.
На видобувних підприємствах басейну у кінці ХХ ст. працювало 8 тис. працівників.